# Ford Durango
Der Ford Durango ist ein zweitüriger Pick-up des US-amerikanischen Automobilherstellers Ford, der von 1979 bis 1982 in geringer Stückzahl gebaut wurde. Das in der Tradition der Ranchero-Baureihe stehende Auto basiert auf dem nordamerikanischen Ford Fairmont. Wegen seiner Seltenheit ist der Durango heute ein gesuchtes Sammlerstück.

## Entstehungsgeschichte
Der Durango knüpft an Fords Modellfamilie Ranchero an. Die Rancheros, deren erste Generation 1957 auf den Markt gekommen war, sind kleine, von Mittelklasse-PKWs abgeleitete Nutzfahrzeuge, die unterhalb der traditionellen Trucks positioniert sind. In den USA wird für sie der Begriff Coupe Utility verwendet; ein vergleichbares Phänomen sind die australischen Utes. Konkurrenzmodelle bei General Motors waren der Chevrolet El Camino und der GMC Caballero. Ford produzierte die Rancheros bis 1979 in sieben Generationen; die letzte war von dem technisch veralteten LTD II abgeleitet. 1979 ersetzte Ford den LTD II durch den neuen, auf der Fox-Plattform basierenden Ford Fairmont. Die Produktion des Ranchero endete gleichzeitig mit dem LTD II; ein unmittelbarer Nachfolger war aus wirtschaftlichen Gründen zunächst nicht vorgesehen. Anders als Ford blieb General Motors, obwohl auch hier ein Downsizing der Mittelklassemodelle stattgefunden hatte, ohne Unterbrechung im Segment der Coupe Utility vertreten: Die nunmehr verkleinerte, fünfte Generation des El Camino war von dem 1978 eingeführten Malibu abgeleitet, der im PKW-Bereich unmittelbar mit Fords neuem Fairmont konkurrierte. Um ein Gegenstück zu dem kleineren El Camino zu haben, der sich als überraschend erfolgreich erwies, ließ Ford 1979 in einem improvisierten Prozess eine Pick-up-Version des Fairmont entwickeln. Die Entwicklung übernahm das selbständige Unternehmen National Coach Works im kalifornischen Gardena, das im Anschluss daran auch die Serienfahrzeuge herstellte.
Der Ford Durango gilt nicht als offizielles Ford-Modell, wurde aber über die US-amerikanischen Ford-Händler vertrieben. 1982 – ein Jahr vor Einstellung des Fairmont – endete die Produktion des Ford Durango. Die Chrysler-Marke Dodge nutzte den Begriff Durango ab 1998 für einen großen SUV.

## Modellbeschreibung

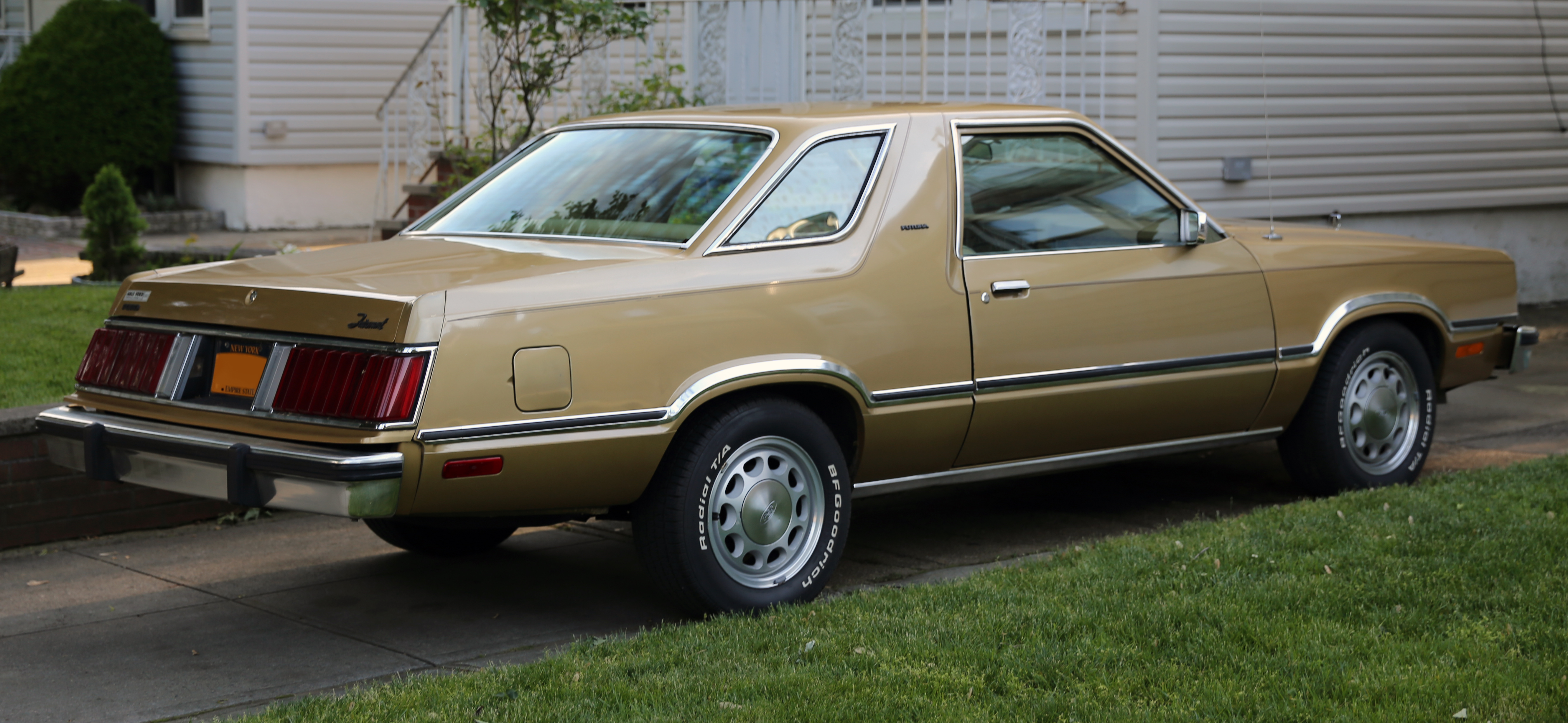
Technische Basis des Durango: Ford Fairmont Futura

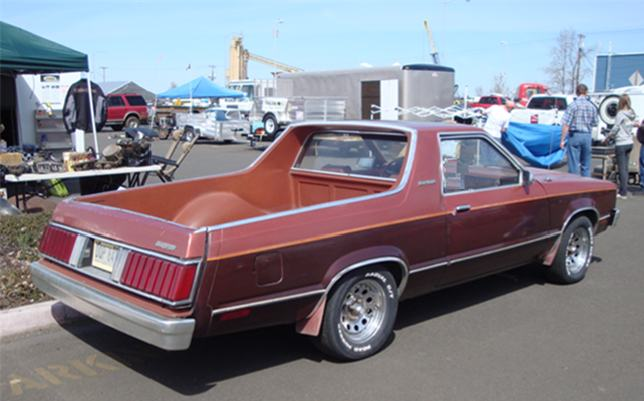
Heckpartie des Durango

Der Ford Durango wurde bei National Coach Works (NCW) entworfen und konstruiert. Verantwortlicher Designer war Jim Stephenson.
Technische Basis des Durango ist das zweitürige Coupé Ford Fairmont Futura. Der Vorderwagen einschließlich der Türen wurde unverändert übernommen. Der hintere Dachteil wurde entfernt; lediglich die werksseitig als Überrollbügel gestaltete B-Säule des Coupés behielt NCW bei. Hinter Fahrer- und Beifahrersitz wurde eine neu konstruierte Abschlusswand eingebaut. Die Verkleidung der Ladefläche (das Bett) besteht aus einer Kombination aus glasfaserverstärktem Kunststoff und Aluminiumblechen. Die hintere Klappe reicht über die gesamte Wagenbreite. Sie schließt die Rückleuchten des serienmäßigen Falcon Futura ein. Im heruntergeklappten Zustand beleuchten die Rückleuchten einschließlich der Bremsleuchten den Straßenbelag. Zusätzliche Rückleuchten wurden nicht installiert. Bei Auslieferung des Autos erhielt der Kunde die Empfehlung, nicht mit geöffneter Klappe zu fahren.
Die Antriebstechnik entspricht dem Ford Fairmont. Als serienmäßige Antriebsquelle des Durango war eine 3,3 Liter (3278 cm³, 200 cui) großer Reihensechszylindermotor der Thriftpower-Reihe vorgesehen, dessen Leistung Ford anfänglich mit 85 bhp und ab 1980 mit 91 bhp angab. Einzelne Kunden rüsteten den Durango später mit verschiedenen Achtzylinder-V-Motoren aus. Der Durango wurde serienmäßig mit einer Dreigangautomatik ausgeliefert.

## Produktion
National Coach Work stellte von 1979 bis 1982 insgesamt 212 Ford Durango her. Der Kaufpreis lag 2.500 US-$ über dem Basispreis des serienmäßigen Fairmont Futura (4.100 US-$).